# Warwickshire
Warwickshire (/ˈwɒɹɪkˌʃə/, /ˈwɔːɹɪkˌʃə/ sau /ˈwɔːɹɪkˌʃɪə/) este un comitat în centrul Angliei.

## Orașe
- Alcester
- Atherstone
- Bedworth
- Coleshill
- Henley-in-Arden
- Kenilworth
- Leamington Spa
- Nuneaton
- Rugby
- Shipston-on-Stour
- Southam
- Stratford-upon-Avon
- Warwick
- Whitnash

1. ↑  Gazetteer, accesat în 26 februarie 2023
2. ↑  Standard Area Measurements (2016) for Administrative Areas in the United Kingdom (în engleză)